# Каледонський канал

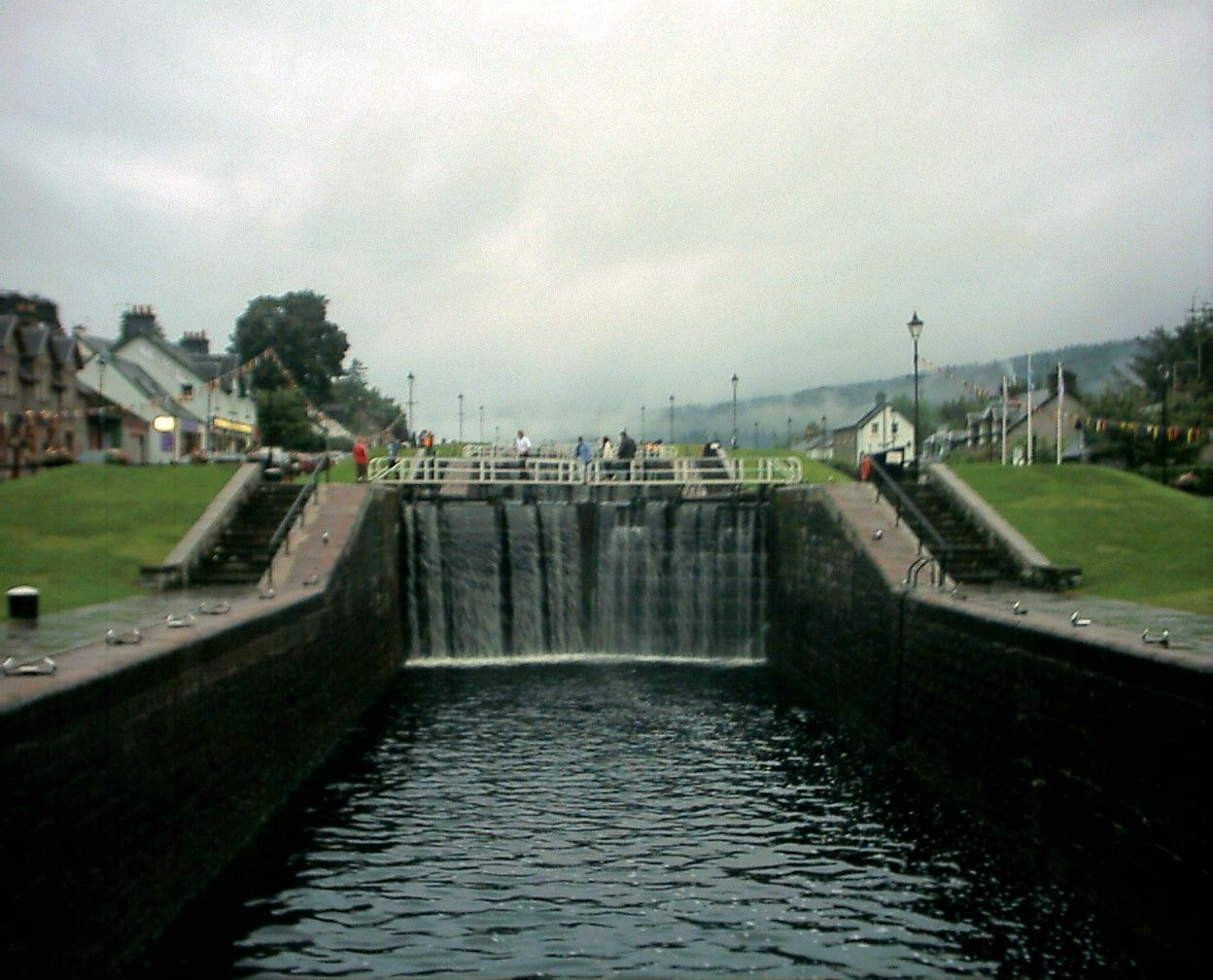
Шлюзи біля Форт-Огастуса

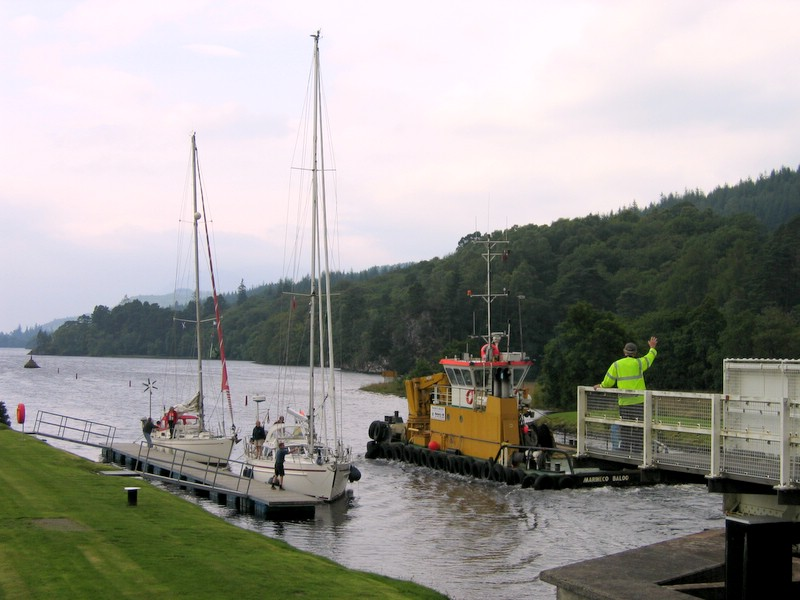
Розвідний міст над каналом

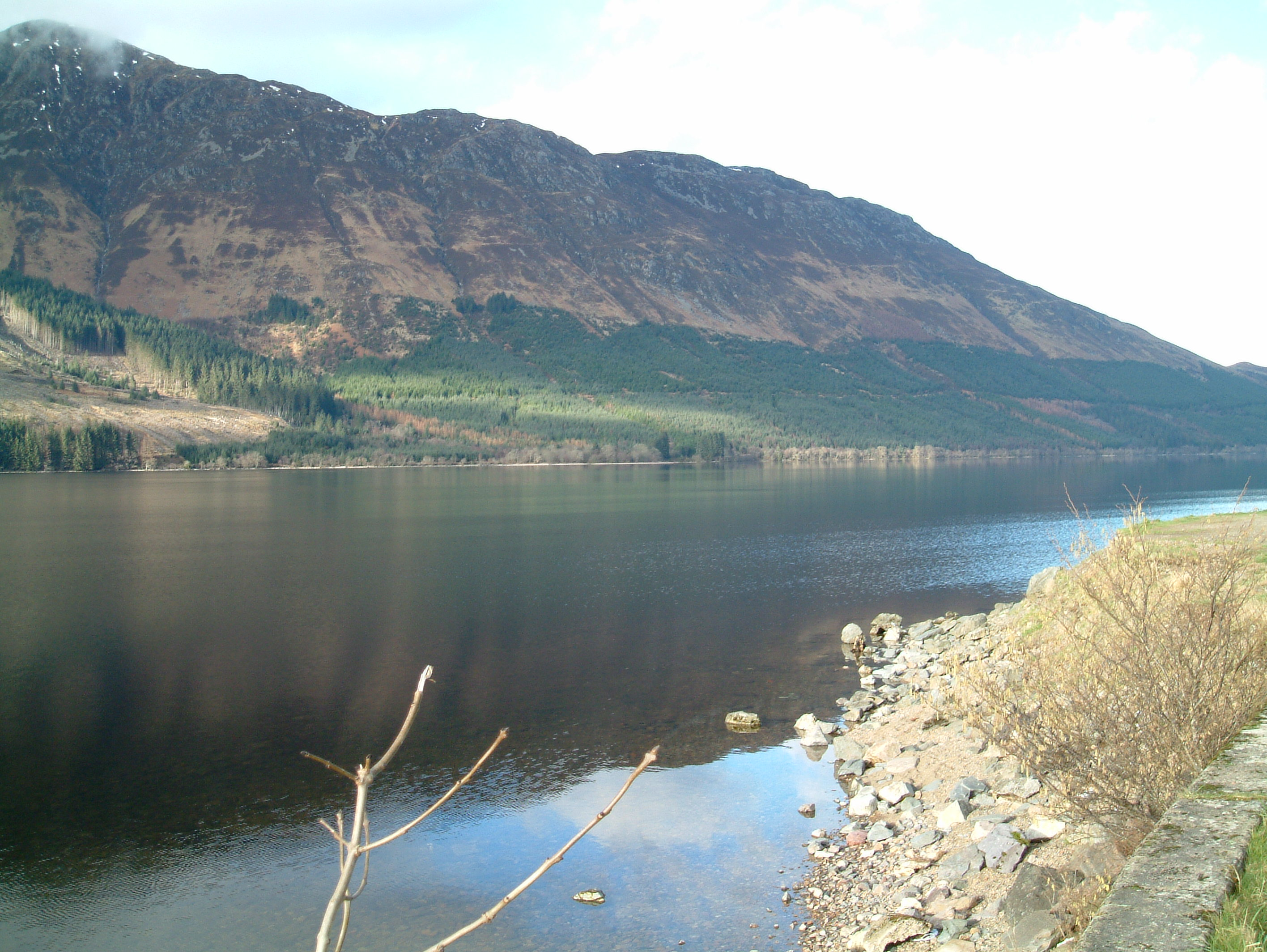
Лох-Лохі, частина Каледонського каналу

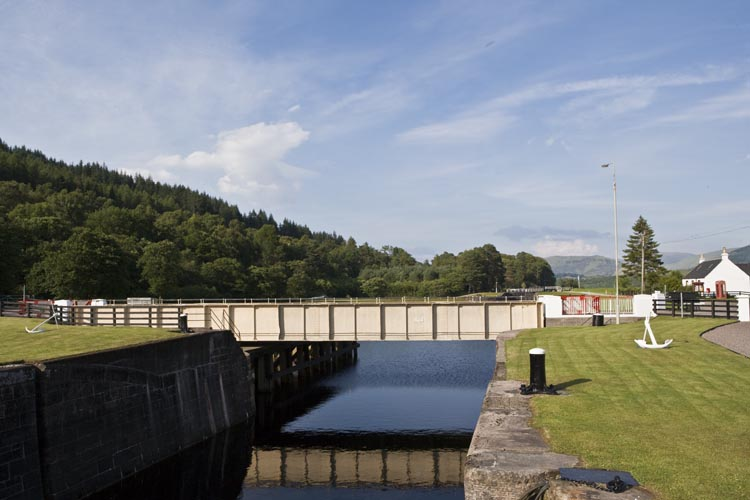
Нижній шлюз Герлохі

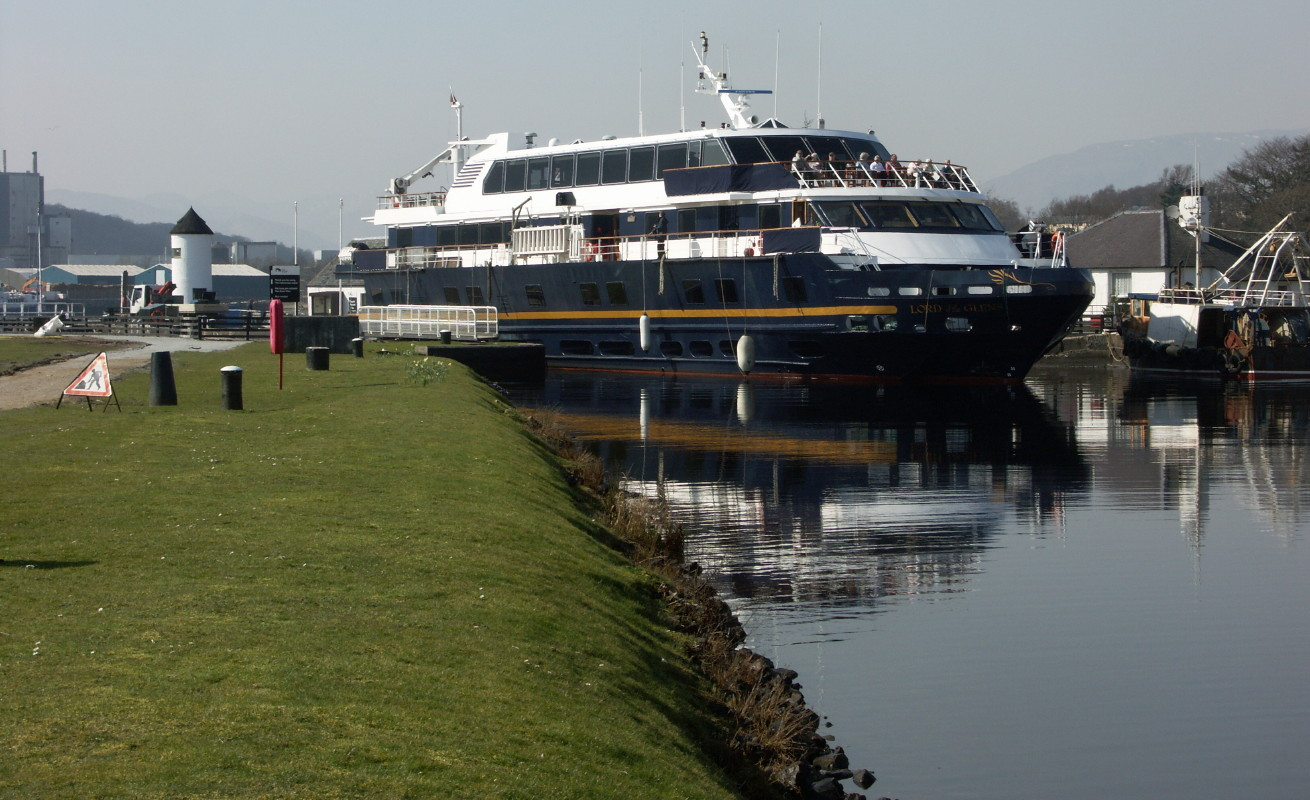
Lord of the Glens покидає морський шлюз Корпаху

Каледонський канал (англ. Caledonian Canal) — канал в Шотландії, прямує долиною Глен-Мор від Інвернессу на північно-східному узбережжі до Корпаху (неподалік від Форт-Вільяма) на західному.
Канал має довжину 100 км з північного сходу на південний захід, з'єднує затоки Морі-Ферт Північного моря і Лох-Лінне Атлантичного океану. Тільки третина прокладена людиною, більшу частину утворюють озера: Лох-Дохфур, Лох-Несс, Лох-Ойх і Лох-Лохі. Канал перетинають 29 шлюзів, 4 акведуки і 10 мостів.
Канал спроектував інженер Томас Телфорд за підтримки Вільяма Джессопа. Канал будували у 1803-1822 роках, на що пішло 840 000 фунтів. Спочатку канал не мав успіху через мілководність, більшість судів продовжувало проходити північніше Великої Британії. Поглиблювальні роботи почалися у 1847 році, коли морські перевезення переживали бурхливе зростання, по кресленнях помічника Телфорда, Джеймса Уолкера. Але незабаром через Інвернесс була прокладена залізниця, що забрала вагому частину вантажообігу. На початок ХХІ сторіччя канал більше використовується прогулянковими судами, його функціональність підтримує державна організація British Waterways.